# Luanda Casella
Luanda Casella (1976) is een Braziliaanse schrijfster en performer. Ze woont en werkt sinds 2006 in België. De macht van communicatie is een rode draad doorheen haar voorstellingen. Ze bestudeert hoe verteltechnieken, in fictie maar ook in alledaagse communicatie, de identiteit en de wereldvisie van individuen beïnvloeden.

## Biografie
Casella studeerde drama aan het INDAC Instituto de Artes e Ciência in São Paulo en performing arts aan het PUC Pontifícia Universidade Católica in São Paulo. In België volgde ze een postgraduaatsopleiding Advanced Performance Training bij A.PASS in Brussel en haalde een masterdiploma Fine Arts bij het KASK in Gent. Eerst pendelde ze tussen de twee landen, maar in 2008 huwde ze en vestigde ze zich permanent in Gent. Haar broer Pablo Casella is muzikant en werkt met Lady Linn. Zelf werkte ze met de jazzformatie Electric Barbarian.
Aan het KASK studeerde ze af met een project over de rol van literatuur in het ontwikkelen van het kritische denken en het opsporen van onzin in de media. In veel van haar voorstellingen houdt ze zich bezig met "the rhetoric of deception". Ze onderzoekt de manier waarop communicatiemedia verhalen vertellen. Ze maakte ook een vergelijkende studie tussen gevallen van "misleidend discours" in communicatieprocessen en de stemmen van "onbetrouwbare vertellers" in de eerste persoon in klassieke en hedendaagse werken van fictie. Ze gebruikt veel humor in haar werk en probeert bloot te leggen hoe taal precies werkt. In een interview op het theaterfestival in 2019 verklaarde ze: "Als er een terroristische aanslag gebeurt of een milieuramp, voel je direct de verschillende narratives naar boven komen, met een overbelasting als resultaat. De onbetrouwbare verteller in de literatuur kan ons trainen in het herkennen van die patronen, zodat we ons bewust worden van die technieken."
In 2011 werd Brazilië in de kijker geplaatst door het Europalia festival. Casella's voorstel voor een performance werd eerst afgewezen, omdat het "niet Braziliaans genoeg" was. Haar tweede voorstel werd wél aanvaard. In Exotica had ze alle stereotypen over "de Braziliaanse vrouw" verwerkt. Het werd een aanklacht tegen de kolonisering van het beeld van de Braziliaanse vrouw als "sexy, dom, gewillig, koopbaar".
Bij Netwerk Aalst gaf ze in 2017 De Onbetrouwbare Rondleiding. In deze workshop leerde ze kinderen "geheime technieken over hoe je onware verhalen kan vertellen zodat iedereen ze gelooft."
Short of Lying ontstond tijdens haar residentie in De Grote Post in Oostende in 2017. Ze baseerde zich op On Bullshit, een theorie over nonsens in communicatie van filosoof Harry Frankfurt. Het stuk ging in 2018 in première op het Theater aan Zee festival. Deze voorstelling had de vorm van een TED-talk en Casella gebruikte én bekritiseerde de trucs die internetmedia toepassen, zoals clickbait. Short of Lying werd vertoond op het Spielart theaterfestival in München, Kaserne in Basel en op het Theaterfestival in Gent.
In september 2019 gaf Casella een 'State of the Youth' speech, vergelijkbaar met 'State of the Union', op de openingsdag van Het Theaterfestival. Haar toespraak concludeerde: "Een betekenisvol leven kan alleen voortkomen uit crisis. Want het is door die crisis dat we het triviale van het relevante kunnen onderscheiden. In de onzekerheid van onze (informatie)bronnen vinden we nieuwe energie. En soms vinden we in de onzekerheid van onze eigen energie de dynamiek van de kunst."
Met NTGent maakte ze de voorstelling Killjoy Quiz, een parodie op een televisiequiz, gebaseerd op het Killjoy Manifesto van Australische schrijfster Sara Ahmed. Met deze voorstelling stelde ze de westerse obsessie met het verwerven van geluk aan de kaak. Wie daar niet in kan of wil meegaan verstoort het geluksnarratief en wordt de "killjoy", de pretbederver. Casella gebruikte de voorspelbaarheid van het tv-quiz format om gaandeweg vooroordelen in vraag te stellen. Deze voorstelling werd vertoond op het Edinburgh International Festival.
Casella geeft les aan de LUCA School of Arts en het KASK Conservatorium. Ze gaf ook schrijfworkshops in de gevangenis aan de Nieuwewandeling.
In het seizoen 2021/22 is Casella een van de huisartiesten van deSingel in Antwerpen.

## Oeuvre
- 2009 - The Turner Tapes - tekst van Luanda Casella, met Pablo Casella en Maïté Van Keirsbilck. Productie Muziektheater van Zilverpapier.[20]
- 2010 - The Chicken Factory - Productie Muziektheater van Zilverpapier.[21]
- 2011 - Exotica[22]
- 2018 - Short of Lying[23][24]
- 2021 - Killjoy Quiz - Coproductie workspacebrussels, NTGent, Vooruit en CC De Grote Post.[25]

## Onderscheidingen
- Winnaar van de Sabam Jongtheaterschrijfprijs op Theater Aan Zee 2018, voor Short of Lying.[26]